# SPPA
Dyplom SPPA (SP Powiat Award) – dyplom wydawany przez Polski Związek Krótkofalowców i nadawany krótkofalowcom, którzy przeprowadzili potwierdzoną obustronną łączność z innymi radiostacjami położonymi w polskich powiatach.

## Warunki uzyskania dyplomu
1. Zgłoszenie musi być sporządzone zgodnie z obowiązującymi zasadami uzyskiwania dyplomów tzw. General Certification Rules (GCR)[1];
2. Liczą się potwierdzone kartami QSL lub przez LoTW łączności/nasłuchy przeprowadzone na wszystkich pasmach i wszystkimi emisjami oraz bez ograniczeń czasowych;
3. Nie liczą się łączności/nasłuchy przeprowadzone cross band oraz za pośrednictwem przekaźników;
4. Dyplomy są dostępne dla wszystkich nadawców i nasłuchowców.
5. Zalicza się łączności/nasłuchy przeprowadzone od 1 stycznia 1999 r.

## Rodzaje dyplomów

### Klasa podstawowa za pasmaKF
- za przeprowadzenie łączności/nasłuchów ze 100 powiatami Polski.

#### Nalepki
- za spełnienie wymogów na CW, lub PHONE (emisje foniczne) lub MIXED (łączność mieszana, dowolnym rodzajem emisji);
- za 100, 200, 300, 350 oraz za wszystkie powiaty w Polsce bez względu na rodzaj emisji.

### Klasa podstawowa naUKF
- za przeprowadzenie co najmniej 50 łączności/nasłuchów z różnymi powiatami, w co najmniej trzech okręgach SP.

#### Nalepki
- Nalepki przyznaje się na identycznych zasadach jak dla KF.